# Čoseta
Čoseta – wieś w Bośni i Hercegowinie, w dystrykcie Brczko. W 2013 roku liczyła 732 mieszkańców, z czego większość stanowili Boszniacy.